# 额勒贝格道尔吉·仁钦诺
额勒贝格道尔吉·仁钦诺（1888年—1938年6月28日），布里亚特人，生于俄罗斯贝加尔湖东岸巴尔古津地区，苏俄和蒙古政治人物，蒙古人民共和国的缔造者之一。

## 生平

### 早年生涯
1888年，仁钦诺生于俄罗斯贝加尔湖东岸巴尔古津地区的一个中等阶层的牧民家庭。十多岁起，仁钦诺开始参加反政府活动。1905年俄国革命之后，1906年仁钦诺在维尔符涅丁斯克参加了布尔什维克性质的组织——社会民主工党。当时，仁钦诺在西伯利亚知名的布尔什维克领导人舒米亚茨基手下，参与发行地下报纸。
由于他在1907年参加学生运动，仁钦诺被特洛伊茨科萨夫斯克（今恰克图）专业学校退学。1907年末，因对1905年俄国革命的评价、民族问题、农民的作用等有不同意见，仁钦诺脱离了社会民主工党。1907年至1908年，仁钦诺在托木斯克居住。其间，结识了西伯利亚自治运动的领导人波塔宁，并入狱一个月。
1908年秋，仁钦诺进入圣彼得堡大学法律系学习，一直学习至1914年。其间，他参加各种反体制活动，特别是参加了西伯利亚自治运动。他和N·阿玛嘎耶夫合作，对阿古旺·道尔基耶夫发明的“瓦金德拉文字”进行改良，于1910年在圣彼得堡出版一本小册子介绍“新蒙古-布里亚特字母表”。另外，仁钦诺收集了《格斯尔》等民间文学材料并发表。与另一位布里亚特人扎木察拉诺同时进行文化启蒙活动，比如在翻译方面，扎木察拉诺将列夫·托尔斯泰的《佛陀的生涯》译成了蒙古文，而仁钦诺则同巴尔古津寺的吹仲喇嘛次基波夫共同把列夫·托尔斯泰的《亚述王·阿萨尔哈东》译成蒙古文，并在大库伦出版。
1915年至1916年，仁钦诺参加了科金和维铁领导的调查队。当时，通过到蒙古各地访问并搜集材料，仁钦诺写出了《蒙古经济地区》、《蒙古萨满教》等学术论文。

### 参加俄国革命
1917年2月俄国革命后，在西伯利亚的布里亚特人开展了一系列自治运动，并成立布里亚特-蒙古国。1917年4月27日，在赤塔大会上，成立了统一伊尔库茨克省和外貝加爾州两地布里亚特人的“布里亚特民族委员会”，仁钦诺任该委员会书记。该委员会的目的是实现布里亚特人的自决及自治。同年7月，在古西诺奥泽尔斯克举行的大会上，仁钦诺、波格丹诺夫共同当选为宪法制定会议候补代议员。
1918年1月，西伯利亚临时政府成立，仁钦诺被任命为教育部部长。
1918年8月，仁钦诺、古达诺夫（Дамбой Галданов）一同赴雅尔塔，但因以日本军队为主的西伯利亚干涉发生，他们在雅尔塔未能达到目的，空手而归。
从1917年至1919年，仁钦诺属于社会革命党的马克西马利斯托派，但与布尔什维克也有联系。他曾帮忙把扬松和亚基莫夫（А.Т.Якимов）自俄国白军势力的手中解救出来。仁钦诺和1921年蒙古革命后被蒙古人称作“两个俄罗斯恩人”的舒米亚茨基和扬松均有良好的个人关系。
自1919年2月起，在日本的支援、谢苗诺夫的影响下，以内蒙古的内齐托音呼图克图为中心，“大蒙古国”（泛蒙古）运动开展了约1年。仁钦诺参加了这一运动。当时，在俄国白军和干涉军的包围下，仁钦诺为维护布里亚特人的利益，经扬松等布尔什维克同意，通过“紧急媾和”而同谢苗诺夫结成了同盟。

### 莫斯科之行
仁钦诺向扬松提出建议，获得采纳，1920年春，在伊尔库茨克成立了对蒙古活动的“亚洲局”。亚洲局通过波雷索夫、契切林同蒙古的革命者保持联系，这两人将仁钦诺介绍到亚洲局。这两人还以消费合作社中央联盟职员的身份访问了蒙古，他们对库伦的访问对蒙古人民党日后的活动有重要意义。根据《道格松回忆录》，这两人在丹增和乔巴山1920年6月29日出发后，同时抵达库伦。他们在土拉河召集蒙古人民党的所有成员举行会议，对和苏维埃俄国建立关系进行讨论。此次会议同时决定，在丹增和乔巴山之后，再派5人（即鲍道、恰格达尔扎布、道格松、苏赫巴托尔、洛索勒）赴苏维埃俄国。
仁钦诺称，舒米亚茨基和扎木察拉诺在上乌金斯克听取了蒙古人汇报的革命活动后，对革命的进展表示怀疑。仁钦诺对二人进行了批判，并指出远东共和国无法解决问题，建议蒙古人赴伊尔库茨克、鄂木斯克。在伊尔库茨克，布尔什维克长时间试探蒙古代表团的意图。随后蒙古代表团经鄂木斯克赴莫斯科。此时的代表团成员为丹增、恰格达尔扎布2名蒙古人，仁钦诺、嘉木伯伦（Д. Жамбалон）2名布里亚特人。
在莫斯科，代理外交人民委员加拉罕同蒙古代表团交涉。俄方原则同意援助蒙古。结果，在拨给舒米亚茨基的用于对中国、朝鲜的30万卢布活动资金中，8万卢布被用作对蒙古的活动资金。仁钦诺此次莫斯科之行，还具有为布里亚特人争取自治的目的，和蒙古人的目的不尽相同。
1920年10月13日，在列宁、斯大林、布哈林组成的俄罗斯共产党中央政治局常委会议上，在讨论蒙古问题及布里亚特问题时，仁钦诺、阿古旺·道尔基耶夫、卢纳察尔斯基等人也出席会议，并陈述意见。10月14日，会议作出了承认卡尔梅克人和布里亚特人自治的政治局决议。
1920年11月，仁钦诺等人回到伊尔库茨克。记为11月10日的致加拉罕的信中记载称，“蒙古人民党特别代表团团长丹增、副团长兼顾问仁钦诺。”

### 战胜恩琴
1921年1月，共产国际远东（东方）书记处在伊尔库茨克成立，书记处负责人为舒米亚茨基，仁钦诺任蒙古、西藏部部长。同年2月初，俄国白军恩琴的军队占领库伦。
起初，俄国红军第5军制定的计划是，待恩琴军队进入俄国后，以步兵迎击。仁钦诺则对此提出，派军队进入蒙古占据重要据点，组建骑兵部队。根据该建议，谢廷根骑兵部队成立。3月13日，蒙古临时人民政府在特洛伊茨科萨夫斯克（今恰克图）成立。3月18日，蒙古人民革命军击退了南恰克图的中华民国军队，临时政府迁至南恰克图。
1921年4月，仁钦诺离开伊尔库茨克，进入蒙古。后来，仁钦诺称其是受共产国际远东（东方）书记处派遣前往蒙古。4月3日，临时政府通过决议，“任命驻伊尔库茨克的我党全权代表鲍罗达耶夫斯基（仁钦诺）为‘政府顾问’。”仁钦诺在伊尔库茨克代表蒙古人民党同苏维埃俄国交涉。
恩琴的军队进入苏维埃俄国领导的远东共和国时，当即被红军击退，白军撤回蒙古。6月末，传来约尔河的恩琴军队主力经过改编之后将渡鄂尔浑河向西进军的消息。蒙古方面随即成立了军事苏维埃，成员为苏赫巴托尔、立托文彩夫（П.И.Литвенцов）、布卡托夫（Букатов）、仁钦诺4个人。
1921年7月上旬，蒙古人民革命军和苏俄红军击退了恩琴军队之后，进军库伦，7月10日成立了新政权。1922年2月，仁钦诺、苏赫巴托尔、哈丹巴特尔·马克思尔扎布、乔巴山共同获授红旗勋章。

### 同鲍道的争斗
1921年9月，仁钦诺任全军评议会议长，任至1925年出国时为止。全军评议会被视为模仿苏俄军事革命委员会（委员长托洛茨基）而建立的机构。全军评议会议长负有领导军事部长和全军总司令的权力。所以，苏赫巴托尔（至1923年逝世为止，任全军总司令；至1922年12月任军事部长）、哈丹巴特尔·马克思尔扎布（1922年12月至1927年9月任军事部长）均曾受仁钦诺领导。在全军评议会设立后，苏赫巴托尔失去了全军最高领导人的地位，故苏赫巴托尔仅在1921年3月到9月为全军最高领导人。
1921年7月，鲍道被新政府任命为总理。1921年秋，仁钦诺、苏赫巴托尔集团与鲍道、恰格达尔扎布集团分裂并对立。据称，仁钦诺走“维护人民权利，拓宽革命思想”的路线，而鲍道则认为应当“摆脱外国统治，让博克多汗即位，建立君主立宪制，以实现革命目的，没有必要积极进行这以外的革命。”
由于索林·丹增、苏赫巴托尔、车林多尔济等人同苏维埃俄国举行外交交涉，洛索勒、阿吉巴·丹增出席远东各国共产党及民族革命团体第一次代表大会，故相继赴莫斯科。留在蒙古的仁钦诺与鲍道的矛盾日益激化。仁钦诺在苏俄代表奥赫金、共产国际代表斯塔尔科夫（А.Г.Старков）的帮助下，积极吸引青年，强化己方势力。索林·丹增最初中立，后来据说因鲍道不喜欢索林·丹增的共和制想法，并试图打倒索林·丹增，故索林·丹增转而明确反对鲍道。1922年1月，鲍道辞职，8月上旬被内务保安局将逮捕，8月末被处决。
鲍道辞去总理职务后，当时藏传佛教界的中心人物之一扎勒堪扎呼图克图索德诺木·达木丁巴扎尔被任命为总理，自1922年3月至1923年6月在任。后者之所以被选中为总理，和仁钦诺利用旧体制人物之力量的想法有关。
1923年6月扎勒堪扎呼图克图逝世后，蒙古人民党中央政治局常务委员会和蒙古青年联盟中央政治局常务委员会召开联席会议。在认识到旧势力已失去力量的情况下，会议提出选举能代表人民意志的人士担任总理，故总理候选人中有索林·丹增和巴林·车林多尔济。
当时，仁钦诺正在莫斯科出差，蒙古人民党领导人中只有仁钦诺未到会。蒙古人民党中央委员会主席阿吉巴·丹增提出，应当听取“党的重要领导者之一”仁钦诺的意见，并且向莫斯科发去电报。在回电中，仁钦诺推荐了塔拉巴班第达和洞阔尔满珠习礼呼图克图（萨巴栋多·策仁道尔吉）两位高僧为总理候选人；前者是加入蒙古人民党的高僧，后者则在1930年代的大镇压中被清洗。会议最终决定等仁钦诺回国后，再选总理。后来，车林多尔济被选为总理，自1923年9月至1928年2月在任。

### 从二大到三大
1922年，蒙古人民党中央委员会正式设政治局常务委员会。同年2月，政治局常务委员会召开首次会议。当时，仁钦诺是政治局常务委员会委员之一。1923年2月，政治局常务委员会委员为索林·丹增、巴巴桑、阿吉巴·丹增、车林多尔济、仁钦诺5个人。当时，政治局常务委员会委员5名，政治局常务委员会候补委员5名，中央委员10名，候补中央委员10名。
1923年7月至8月召开的蒙古人民党第二次代表大会任命了7位政治局常务委员，即阿吉巴·丹增（主席）、丹巴道尔吉、仁钦诺、车林多尔济、索林·丹增、那楚克道尔吉、宝音鄂木合。
仁钦诺不仅担任着全军评议会议长，掌握军权，还兼任政府顾问。在1924年2月的公文上，“顾问额勒贝格道尔吉”的署名排在“总理车林多尔济”、“副总理丹增”之后。故当时仁钦诺在政府中地位仅次于总理、副总理。
1924年8月至9月召开的蒙古人民党第三次代表大会上，仁钦诺与索林·丹增进行了激烈的权力斗争，仁钦诺获胜。当时，索林·丹增是副总理，并兼任全军总司令（在苏赫巴托尔逝世后就任），而仁钦诺担任全军评议会议长，并兼任政府顾问。双方实力十分接近。双方的矛盾源于政治路线不同、蒙古人民党与蒙古青年同盟的矛盾、喀尔喀蒙古人与布里亚特蒙古人的不和等问题。
在蒙古人民党历史上，第三次代表大会被视为确立了蒙古的“非资本主义发展道路”。实际上，第三次代表大会通过的决议并没有强调非资本主义路线，只写有“蒙古国要像世界其它国家一样摆脱资本家的压迫，顺应国际形势，建立民主制度”（第15条），“我党所能依靠的只有中下阶层”（第17条）等。仁钦诺在第三次代表大会期间散发的小册子《蒙古革命的未来》中则说得很明确，「我党的最终目的是实现共产主义」，「我蒙古应同世界其它国家一样，摆脱资本家的压迫，直接建立人民苏维埃制度，但应事先充分研究这一过程的艰难性等问题」。
第三次代表大会后，1924年11月召开了第一次大呼拉尔会议，制定了《蒙古人民共和国宪法》，蒙古人民共和国成立。宪法起草委员会由总理车林多尔济及扎木察拉诺、仁钦诺、关布巴达姆扎布（Гомбобадамжав）4人组成。该宪法模仿了1918年苏俄宪法和1923年苏联宪法。宪法公布后，仁钦诺称，3年前自阿勒坦布拉格进军库伦时，没想到能如此快地达到目标。
大呼拉尔会议在选举出小呼拉尔会议成员后，于1924年11月28日闭幕。同日下午，举行了蒙古式的庆祝宴会，并唱民歌。仁钦诺的朝鲜人妻子玛丽亚·妮丽佛罗夫娜·娜姆（Мария Никифоровна Ринчино (Нам)）称，在此次宴会期间，仁钦诺亲自演唱了他自己翻译的蒙古语《国际歌》。

### 引退与处决
1925年，仁钦诺迁居苏联。直接原因是其同共产国际代表雷斯库洛夫的对立。1924年10月6日，哈萨克人革命家雷斯库洛夫受共产国际执行委员会的派遣抵达库伦。在第一次大呼拉尔会议上，雷斯库洛夫发表讲话，并在报纸《新东方》上以俄文记录了此次会议的内容。
根据仁钦诺1925年1月致苏联共产党中央委员会总书记斯大林和外交人民委员契切林的信，仁钦诺同雷斯库洛夫在审议《蒙古人民共和国宪法》草案时已发生对立。雷斯库洛夫认为必须将“蒙古在外交政策方面遵循共产国际的指示”一句写入宪法，但该意见受到蒙古方面的反对，最终未能获得采纳。但雷斯库洛夫假借共产国际之名，无视蒙古的实际情况，企图强制推行激进政策的这种作法，导致他同仁钦诺完全对立。仁钦诺在上述该信中称，“在基本的、原则性的问题上，共产国际应该倾听一下我们的意见，因为我们非常了解这个国家的现状。”
仁钦诺最初是被设于伊尔库茨克的共产国际远东书记处的舒米亚茨基派到蒙古的。在蒙古人民党第三次代表大会上弹劾索林·丹增时，仁钦诺也以受共产国际远东书记处派遣的身份压制对手。在上述致斯大林和契切林的信中，仁钦诺也强调自己是受共产国际远东书记处派遣，并以舒米亚茨基所作的蒙古应当立志走向民主主义国家的指示作为自己的依据。
但是，早在1922年春，舒米亚茨基作为外交官赴德黑兰。同年，设在莫斯科的共产国际东方部开始管理蒙古。当时，仁钦诺同共产国际的关系并不很明确。雷斯库洛夫抵达蒙古之前，共产国际驻蒙古代表并非仁钦诺，而是斯塔尔科夫。
1925年1月6日，在蒙古人民党中央政治局会议上，就是否设国营机关问题发生分歧，导致仁钦诺和雷斯库洛夫的关系继续恶化。仁钦诺致斯大林和契切林的信可能正是此时所写。雷斯库洛夫的提案在此次政治局会议上被投票否决。据称，雷斯库洛夫当时曾声称，在蒙古人民党中央政治局内部形成了“反共产国际集团”。此次投反对票的有5人，除了仁钦诺之外，其他四人不详，但应当是被雷斯库洛夫称作“仁钦诺派”的5个人（扎丹巴、乔巴山、扎米扬、车林多尔济、阿玛尔）中的4个人投了反对票。此次投赞成票的3个人中，其中一位应当是蒙古人民党中央委员会主席丹巴道尔吉，其他两个人可能是格日勒僧格（Гэрэл Сэнгээ）、哈扬锡尔瓦（Хаянхярваа）
在致斯大林和契切林的信中，仁钦诺批判丹巴道尔吉为右倾机会主义。此前，在蒙古人民党第三次代表大会时，仁钦诺和丹巴道尔吉曾共同批判索林·丹增，这时二人却形成对立。据仁钦诺称，宝音鄂木合仅靠斯塔尔科夫的支持而活动，类似的是，丹巴道尔吉仅靠雷斯库洛夫。
1925年3月，在蒙古人民党中央政治局总会上，仁钦诺同丹巴道尔吉完全对立。双方在对蒙古人民党的纲领以及党同共产国际的关系问题上争执不下，争论的中心是如何认识泛蒙古主义运动，特别是如何评价1919年“大蒙古国”的性质问题（仁钦诺曾参加1919年的“大蒙古国”运动）。后来1926年1月，丹巴道尔吉报告共产国际称，仁钦诺积极主张统一全体蒙古人，军事部长哈丹巴特尔·马克思尔扎布也完全支持仁钦诺。
1925年6月15日，蒙古人民革命党中央政治局第33次会议称，仁钦诺同雷斯库洛夫的对立很可能造成中央委员会的分裂，会议通过了如下决议：
（雷斯库洛夫）虽是上级机关派遣的代表，但在实行该机关的指导时，完全没有考虑到蒙古人的现状和党的立场。应将此事向共产国际通报，请共产国际作出判断，并等待派遣其他代表。额勒贝格道尔吉（仁钦诺）自人民党创立以来，一直作为党的核心进行活动，但他也是造成与雷斯库洛夫对立的原因之一。作为共产国际远东书记处的代表，应让他与雷斯库洛夫一起去向共产国际报告此事。
实际上，总理车林多尔济早就想让仁钦诺赴莫斯科。1924年8月23日，车林多尔济在日记中称，“苏联大使来过，对于让仁钦诺去莫斯科一事，同意在今天的会议上作出决定。”苏联驻蒙古前任大使瓦西里耶夫向新任大使尼柯佛洛夫所讲的“策仁道尔基曾经要求让仁钦诺远离蒙古”，应指该时期之事。所以，同总理车林多尔济关系恶化也是仁钦诺离开蒙古赴苏联的原因之一。
1925年7月10日，蒙古人民革命党中央政治局第39次会议举行，苏联驻蒙古大使瓦西里耶夫、共产国际对中国活动的负责人维金斯基到会，再次讨论如何安置仁钦诺、雷斯库洛夫的问题。根据维金斯基的提议，会议解除了仁钦诺的“其他公务”，任命阿玛嘎耶夫接替雷斯库洛夫担任共产国际驻蒙古临时代表。这里的仁钦诺的“其他公务”应当是指全军评议会议长之外的公务。
1925年9月末至10月初，蒙古人民革命党第四次代表大会举行。会议记录载有国家小呼拉尔主席团主席根登和总理车林多尔济在发言中称，“额勒贝格道尔吉现在临时去了莫斯科”。可见仁钦诺9月不在蒙古。根据资料推断，仁钦诺在7月末离开蒙古。
仁钦诺1935年撰写的履历中称，1925年1月前往苏联。蒙古方面的研究显示，仁钦诺直至1925年11月仍担任全军评议会议长，泽登巴在1925年11月9日被任命为全军评议会议长。
1926年1月，共产国际讨论蒙古问题时，雷斯库洛夫称，“仁钦诺虽然来到了莫斯科，但不仅仍没有放弃返回蒙古的想法，而且仍认为自己是蒙古的领导者”。并称“应该讨论一下是否让仁钦诺呆在蒙古大使馆”。可见到1926年初，仁钦诺一直住在蒙古驻苏联大使馆，等待返回蒙古。同年1月23日，共产国际东方部通过决议称，“仁钦诺同志今后不再参与蒙古问题”。此后仁钦诺再也没有回到蒙古。
1926年至1930年，仁钦诺在红色教授研究所学习。1927年起，在东方劳动者共产主义大学任教授，直到1937年7月被逮捕。1938年6月4日，以苏联间谍罪被判处死刑，6月28日，执行死刑。1957年，仁钦诺在苏联恢复名誉。

## 纪念
1993年，在俄罗斯布里亚特共和国的乌兰乌德举行了仁钦诺诞辰105周年学术研讨会，1994年在布里亚特出版了仁钦诺的论文集。